# 아르투어 악스만
아르투어 악스만(독일어: Artur Axmann, 1913년 2월 18일 ~ 1996년 10월 24일)은 독일의 정치인으로, 1940년부터 1945년 전쟁이 끝날 때까지 히틀러 유겐트를 이끌었다.

## 생애
악스만은 1913년 2월 18일, 하겐 (Hagen)에서 태어났다. 그는 법률을 전공하고, 1928년에 베스트팔렌에서 처음으로 히틀러 청소년단을 조직하였다. 1932년에는 나치 청년 기초 조직을 재편하여 나치당의 제국 지도자 (Reichsleiter)직을 맡게 되었으며, 1933년에 제국 청년 지도부 사회복지부장이 되었다. 제2차 세계 대전 개전 후인 1940년 5월, 서부 전선에 참전하였고, 같은 해 8월에는 발두어 폰 시라흐 (Baldur von Schirach)의 후임으로 제국 청년 단장 (Reichsjugendführer)이 되었다. 1941년, 동부 전선에서 한쪽 팔을 잃는 심각한 부상을 당하기도 했다.
악스만은 전쟁의 격화로 인적 자원이 부족하게 되자, 이에 히틀러 유겐트를 대신 투입하였다. 1943년 이후, 히틀러 유겐트는 군사로 동원되었으나, 충분한 장비를 소지하지 않고 제대로 된 훈련도 받지 않은 그들은 베를린 공방전 등의 전투에서 많은 사상자를 냈다. 1944년 1월, 악스만은 독일 훈장을 수여받았으며, 베를린 공방전 당시에는 총통벙커에 있었으나 그 해 5월 아돌프 히틀러가 자살한 뒤에 총통벙커를 탈출하였다.
독일이 항복한 후인 1945년 12월, 연합군에 체포되어 구금되었으며, 1949년 미군 수용소에서 석방되었다. 전후에는 겔젠키르헨과 베를린에서 판매원으로 일했고, 1958년 서독의 비나치스화 재판에서 전 히틀러 유겐트의 지도자였다는 이유로, 재산의 반에 해당되는 35,000 마르크 (대략 3,000 파운드, $23,876.97 미국 달러)의 벌금을 부과받았다. 1996년, 베를린에서 사망하였다.